# !T.O.O.H.!
!T.O.O.H.! (акроним от англ. The Obliteration Of Humanity — «Забвение человечности») — чешский музыкальный коллектив, сформированный в 1990 году. Их лирика первоначально фокусировалась на насилии и крови, а позднее — вокруг политики и политических вопросов.
Группа первоначально носила имя Devastator (англ. опустошитель, разоритель), которое было изменено в 1993 году. Группа распалась вскоре после окончания записи альбома Rad a Trest из-за финансовых проблем, вызванных разрывом контракта с Earache Records, которая отозвала альбом из продажи через два месяца после выпуска.

## Состав
Текущий состав
- Jan Veselý («Schizoid») — вокал, ударные
- Josef Veselý («Humanoid») — вокал, гитара, программирование

Бывшие участники
- Petr Vokál («Wokis») — гитара (2004-2005)
- Petr Svoboda («Freedom») — бас-гитара (2004-2005)
- Pavel Slavíček («Android») — бас-гитара (1997-1998)

## Дискография
Студийные альбомы
- Z Vyšší Vůle («From Higher Will») (2000)
- Pod Vládou Bice («Under the Reign of the Whip») (2002)
- Řád a Trest («Order and Punishment») (2005)
- Democratic Solution (2013)
- Free Speech (2020)

Мини-альбомы
- Z terária do kolumbária (2012)
- Komouš (2019)
- Premiant (2022)

Демо
- Vy kusy mrdacího masa («You Pieces of Fucking Flesh») (1995)
- Sen To Není, Nesmí («It’s Not, Can’t Be a Dream») (1997)
- Live in Prosek (1998)